# Väinö Kokkinen
Väinö Anselmi Kokkinen (ur. 25 listopada 1899 w Hollola, zm. 27 sierpnia 1967 w Kouvola) – fiński zapaśnik. Dwukrotny złoty medalista olimpijski.
Walczył w stylu klasycznym. Pierwszy krążek wywalczył w Amsterdamie w 1928. Cztery lata później zdobył drugie złoto. W Berlinie w 1936 zajął czwarte miejsce. W 1930 zwyciężył w mistrzostwach Europy, ponadto czterokrotnie zajmował drugie miejsce. Wielokrotnie był mistrzem Finlandii. 

## Starty olimpijskie
Amsterdam 1928
- styl klasyczny do 75 kg – złoto

Los Angeles 1932
- styl klasyczny do 79 kg – złoto

Berlin 1936